# 李子白兰地
《李子白兰地》（法国：La Prune）是爱德华·马奈的一幅油画。准确创作时间未知，但据信作于1877年左右。该画高73.6厘米宽50.2厘米，描绘一个女人独坐在咖啡馆里的情形，她拿着一根未点燃的烟，桌上有一杯李子白兰地。

## 分析
这幅画探讨了孤独个寂寞，描绘了一个安静得近乎忧郁的年轻女子坐在咖啡馆里的场景。她可能是一位顾客，可能是一个等待客户的妓女，也可能是一个等待询问客户的店员。桌子上有一杯白兰地，浸泡着一颗李子，这是当时巴黎咖啡馆的特色饮品，这幅画由此得名。李子可能是一个女人的性征的象征。她向前倾身，脸颊靠在右手上，右肘支在大理石桌面上，用一种茫然沉思的眼神望向远方。她的左手放在桌子上，手中有一支未点燃的香烟。她穿着一件粉色连衣裙，袖口绣花，带白色绉边。她头戴一顶黑帽子，帽上饰有丝绸和蕾丝。她身后有装饰格栅框，下面是她所坐的红色沙发。
马奈可能是根据对巴黎皮加勒广场的新教徒咖啡馆的观察作出这幅画的。然而，背景——装饰格栅及其金色框架——与其他对咖啡馆的描绘不符，这说明此画可能是在马奈的画室里创作的，在那儿马奈有一张铁足的大理石桌子。马奈使用了一种简单的风格：例如，杯子里的李子和女人左手手指只用了几滴颜料。画中的模特儿据说是女演员埃伦·安德雷。

## 流传史
约1881年，马奈将此画售给了收藏家Charles Deudon，1914年Deudon死后由其妻继承。1919年以前被售予画家Arthur Sachs。1961年由M. Knoedler & Co售予保罗·梅隆，4年后由梅隆捐给国家美术馆。